# Caroline Abel

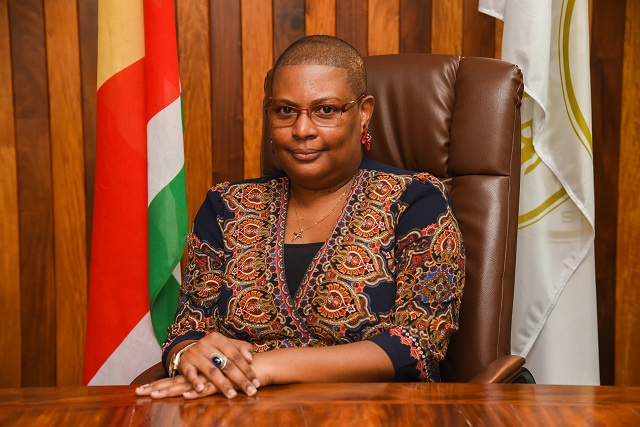
Caroline Abel 2020

Caroline Abel (geb. circa 1972) ist eine Bankerin in den Seychellen. 2012 wurde sie zur Gouverneurin der Central Bank of Seychelles ernannt und wurde damit die erste Frau in den Seychellen, die eine solche verantwortliche Stelle erhielt.

## Leben

### Jugend und Ausbildung
Abel wurde in Anse Boileau, Mahé geboren, wo sie auch ihre Schulbildung erhielt. Sie ist die Tochter von Antoine Abel, dem ersten Dramatiker der Seychellen. Sie hat einen Abschluss in Wirtschaftswissenschaft (Economics) und einen Master in Geldtheorie (monetary economics) von der University of Leeds und der University of Glasgow.

### Karriere
Ihre Karriere begann im April 1994, als sie eine Anstellung als Senior Bank Clerk an der Central Bank of Seychelles erhielt. Sie diente dort in verschiedenen Positionen, bevor sie im Juli 2010 als Deputy Governor ernannt wurde. Am 14. März 2012 wurde Abel als erste Frau zur Gouverneurin der Central Bank of Seychelles ernannt in Nachfolge von Pierre Laporte.

## Ehrungen
Während des 6th African Business Leadership Forum and Awards wurde Abel mit dem Commendation Award von Georgia Legislative Black Caucus ausgezeichnet. Auch der African Female Public Servant of the Year Award des African Leadership Magazine wurde ihr bei dem Ereignis übergeben.

## Veröffentlichungen
- Central Bank Independence in a Small Open Economy: The Case of Seychelles. 2009.